# Paloma Sánchez Ortega
Paloma Sánchez Ortega (Madrid, 5 de març de 1967) és una exjugadora de bàsquet espanyola.
Aler, començà a practicar el basquetbol en etapa escolar i jugà en categoria júnior al Club Iberia i al Club Deportivo Amanecer. Amb aquest darrer equip debutà a la Primera Divisió Femenina la temporada 1987-88. Tres any més tard, fitxà pel Club Bàsquet Godella amb el qual aconseguí nombrosos títols, essent l'equip dominador durant la primera meitat de la dècada del 1990. Entre d'altres destaquen, dues Copes d'Europa (1992, 1993), les primeres del bàsquet femení estatal, sis Lligues espanyoles de forma consecutiva (1991-96) i quatre Copes de la Reina (1991, 1992, 1994, 1995). La temporada 1996-97 fitxà pel Reial Club Celta Banco Simeón, amb el qual guanyà dues Lligues més (1999, 2000) i quatre Copes Galícia de forma consecutiva (1997-00). Internacional amb la selecció espanyola en quaranta-nou ocasions entre 1993 i 1995, disputà el Campionat del Món de 1994 i es proclamà aconseguí la medalla d'or a l'Europeu de Perurgia 1993.
Entre d'altres reconeixements, la selecció espanyola de bàsquet femenina de 1993, de la qual formà part, fou inclosa al Saló de la Fama del bàsquetbol espanyol l'any 2019.

## Palmarès
Clubs
- 2 Eurolligues de bàsquet femenina (1991-92, 1992-93)
- 8 Lligues espanyoles de bàsquet femenina (1990-91, 1991-92, 1992-93, 1993-94, 1994-95, 1995-96, 1998-99, 1999-00)
- 4 Copes espanyoles de bàsquet femenina (1991, 1992, 1994, 1995)
- 4 Copes Galícia de bàsquet femenina (1996-97, 1997-98, 1998-99, 1999-00)

Selecció espanyola
- 1 medalla d'or al Campionat d'Europa de bàsquet femení (1993)
- 1 medalla de bronze als Jocs Mediterranis de 1993